# باشگاه فوتبال هامارابی (زنان)
باشگاه فوتبال زنان هامارابی یک باشگاه فوتبال زنان در کشور سوئد و شهر استکهلم است که در سال ۱۹۷۰ میلادی تأسیس شده‌است. تیم فوتبال زنان هامارابی بازی‌های خانگی خود را در ورزشگاه هامارابی و در منطقهٔ سودمالم انجام می‌دهد کاهی از اوقات نیز بازیهای خانگی خود را در ورزشگاه‌های تله۲ آرنا و زینکنسدام برگزار می‌کند. این باشگاه در لیگ برتر فوتبال زنان سوئد حضور دارد و رقابت می‌کند و به عنوان یکی از پنج باشگاه بزرگ زنان در تمامی دوران این لیگ شناخته می‌شود و در سال ۱۹۸۵ نیز یکبار قهرمان لیگ برتر فوتبال زنان سوئد شده‌است.
رنگهای این باشگاه سبز و سفید هستند که در لباس و نشان‌واره آن نیز دیده می‌شود. از سال ۲۰۱۶ نیز این باشگاه به‌طور رسمی بخشی از باشگاه فوتبال هامارابی شد که تیم مردان هامارابی را نیز در لیگ برتر مردان سوئد اداره می‌کند.

## تاریخچه
باشگاه فوتبال زنان هامارابی در سال ۱۹۷۰ میلادی تأسیس شد و آن را به یکی از پیشگامان فوتبال زنان در سوئد بدل ساخت. این باشگاه طی سالها دستخوش تغییرات و بازسازی‌های بسیاری قرار گرفت. به عنوان یکی از زیر مجموعه‌های باشگاه ورزشی چند رشته‌ای هامارابی آغاز کرد. در سال ۱۹۹۹، انجمن مجدداً سازماندهی شد و تمام بخش‌های زیربنایی به یکی از سازمان‌های زیر مجموعه تقسیم شدند و باشگاه فوتبال زنان هامارابی آی‌اف تأسیس شد. پیش از آغاز فصل ۲۰۱۷ این بخش با باشگاه فوتبال زنان هامارابی آی‌اف که پیشتر شامل هامارابی مردان می‌شد ادغام گردید.
باشگاه هامارابی در سال ۱۹۸۵ قهرمان لیگ برتر فوتبال زنان سوئد شد. در سال ۱۹۹۴ نیز آنها عنوان نایب قهرمانی لیگ برتر زنان را بدست آورد. این باشگاه در سالهای ۱۹۹۴ و ۱۹۹۵ قهرمان جام حذفی فوتبال زنان سوئد شد. این باشگاه پیشتر در سه دوره ابتدایی این جام (۸۳–۱۹۸۱) نایب قهرمان شد.